# Чемпіонат Європи з художньої гімнастики 2001
Чемпіонат Європи з художньої гімнастики 2001 пройшов з 15 по 17 червня в місті Женева, Швейцарія.

## Медалісти
| Дисципліна         | Золото              | Срібло              | Бронза                |
| Особиста першість  | Особиста першість   | Особиста першість   | Особиста першість     |
| ------------------ | ------------------- | ------------------- | --------------------- |
| Вправа з обручем   | Аліна Кабаєва (RUS) | Ірина Чащина (RUS)  | Тамара Єрофеєва (UKR) |
| Вправа з м'ячем    | Ірина Чащина (RUS)  | Аліна Кабаєва (RUS) | Олена Ткаченко (BLR)  |
| Вправа з скакалкою | Аліна Кабаєва (RUS) | Ірина Чащина (RUS)  | Олена Ткаченко (BLR)  |
| Вправа з булавами  | Аліна Кабаєва (RUS) | Ірина Чащина (RUS)  | Тамара Єрофеєва (UKR) |

## Медалісти (групові вправи), сеньйори
| Дисципліна           | Золото         | Срібло         | Бронза         |
| Групові вправи       | Групові вправи | Групові вправи | Групові вправи |
| -------------------- | -------------- | -------------- | -------------- |
| Групова першість     | Росія          | Греція         | Білорусь       |
| 5 булав              | Росія          | Україна        | Греція         |
| 2 м'ячі + 3 скакалки | Білорусь       | Греція         | Болгарія       |

## Медалісти (групові вправи), юніори
| Дисципліна     | Золото         | Срібло         | Бронза         |
| Групові вправи | Групові вправи | Групові вправи | Групові вправи |
| -------------- | -------------- | -------------- | -------------- |
| 5 скакалок     | Росія          | Греція         | Білорусь       |

## Медальний залік
| Місце               | Країна              | Золото | Срібло | Бронза | Загалом |
| ------------------- | ------------------- | ------ | ------ | ------ | ------- |
| 1                   | Росія (RUS)         | 7      | 4      | 0      | 11      |
| 2                   | Білорусь (BLR)      | 1      | 0      | 4      | 5       |
| 3                   | Греція (GRE)        | 0      | 3      | 1      | 4       |
| 4                   | Україна (UKR)       | 0      | 1      | 2      | 3       |
| 5                   | Болгарія (BUL)      | 0      | 0      | 1      | 1       |
| Загалом (5 збірних) | Загалом (5 збірних) | 8      | 8      | 8      | 24      |